# Scholtzia drummondii
Scholtzia drummondii är en myrtenväxtart som beskrevs av George Bentham. Scholtzia drummondii ingår i släktet Scholtzia och familjen myrtenväxter. Inga underarter finns listade i Catalogue of Life.